# William B. Coley Award
Der William B. Coley Award for Distinguished Research in Basic and Tumor Immunology ist eine vom Cancer Research Institute in New York City (eine Institution des Ludwig Institute for Cancer Research) vergebene wissenschaftliche Auszeichnung. Der Preis wird für herausragende Leistungen auf dem Gebiet der immunologischen Grundlagenforschung und der Krebs-Immunologie vergeben.
Der Preis ist mit 5000 US-Dollar dotiert (Stand 2011) und nach William B. Coley benannt, dem Begründer der Krebsimmuntherapie und Vater der Gründerin des Cancer Research Institute, Helen Coley Nauts. Im Jahr seiner ersten Vergabe (1975) wurden mit dem Preis 16 Persönlichkeiten ausgezeichnet, die als Gründer der Krebsimmunologie angesehen wurden.

## Preisträger
- 1975: Garry I. Abelev, Edward A. Boyse, Edgar J. Foley, Robert A. Good, Peter A. Gorer (postum), Ludwik Gross, Gertrude Henle, Werner Henle, Robert J. Huebner, Edmund Klein, Eva Klein, George Klein, Donald L. Morton, Lloyd J. Old, Richmond T. Prehn, Hans O. Sjogren
- 1978: Howard B. Andervont, Jacob Furth, Earl L. Green, Margaret C. Green, Walter E. Heston, Clarence C. Little, George D. Snell (Nobelpreis für Medizin 1980), Leonell C. Strong
- 1979: Yuang-yun Chu, Zongtang Sun, Zhao-you Tang
- 1983: Richard K. Gershon
- 1987: Thierry Boon, Rolf M. Zinkernagel (Nobelpreis für Medizin 1996)
- 1989: Howard Grey, Alain Townsend, Emil Unanue
- 1993: Pamela Bjorkman, John Kappler, Philippa Marrack, Alvaro Morales, Jack Strominger, Don Craig Wiley
- 1995: Ferdy J. Lejeune, Malcolm A. S. Moore, Timothy Springer
- 1996: Giorgio Trinchieri
- 1997: Robert L. Coffman, Tim R. Mosmann, Stuart F. Schlossman
- 1998: Klas Kärre, Lorenzo Moretta, Ralph M. Steinman (Nobelpreis für Medizin 2011)
- 1999: James E. Darnell, Ian M. Kerr, Richard A. Lerner, George R. Stark, Greg Winter (Nobelpreis für Chemie 2018)
- 2000: Mark M. Davis, Michael Pfreundschuh
- 2001: Robert D. Schreiber
- 2002: Lewis L. Lanier, David H. Raulet, Mark J. Smyth
- 2003: Jules A. Hoffmann (Nobelpreis für Medizin 2011), Charles A. Janeway, Bruno Lemaitre, Ruslan Medzhitov
- 2004: Shimon Sakaguchi, Ethan M. Shevach
- 2005: James P. Allison (Nobelpreis für Medizin 2018)
- 2006: Shizuo Akira, Bruce A. Beutler (Nobelpreis für Medizin 2011), Ian H. Frazer, Harald zur Hausen (Nobelpreis für Medizin 2008)
- 2007: Jeffrey V. Ravetch
- 2008: Michael J. Bevan
- 2009: Cornelis J. M. Melief, Frederick W. Alt, Klaus Rajewsky
- 2010: Haruo Ohtani, Wolf Hervé Fridman, Jérôme Galon
- 2011: Philip D. Greenberg, Steven A. Rosenberg
- 2012: Richard A. Flavell, Laurie H. Glimcher, Kenneth M. Murphy, Carl H. June, Michel Sadelain
- 2013: Michael B. Karin
- 2014: Tasuku Honjo (Nobelpreis für Medizin 2018), Lieping Chen, Arlene Sharpe, Gordon J. Freeman
- 2015: Glenn Dranoff, Alexander Rudensky
- 2016: Ton N. Schumacher, Dan R. Littman
- 2017: Rafi Ahmed, Thomas F. Gajewski
- 2018: Miriam Merad, Padmanee Sharma
- 2019: Antoni Ribas, Elizabeth Jaffee, Zelig Eshhar, Lawrence Samelson, Brian Seed, Arthur Weiss
- 2020: Andrea Ablasser, Glen N. Barber, Zhijian J. Chen, Veit Hornung, Russell E. Vance
- 2021: Katalin Karikó, Drew Weissman, Uğur Şahin, Özlem Türeci
- 2022: Judy Lieberman, Hao Wu, Feng Shao, Vishva Dixit
- 2023: Tak Mak
- 2024: Mark Anderson, Christophe Benoist, Diane Mathis
- 2025: Alan Korman, Aviv Regev[1]